# Eulygdia tindzinaria
Eulygdia tindzinaria är en fjärilsart som beskrevs av Charles Oberthür 1893. Eulygdia tindzinaria ingår i släktet Eulygdia och familjen mätare. Inga underarter finns listade i Catalogue of Life.